# غلاية استرداد الحرارة

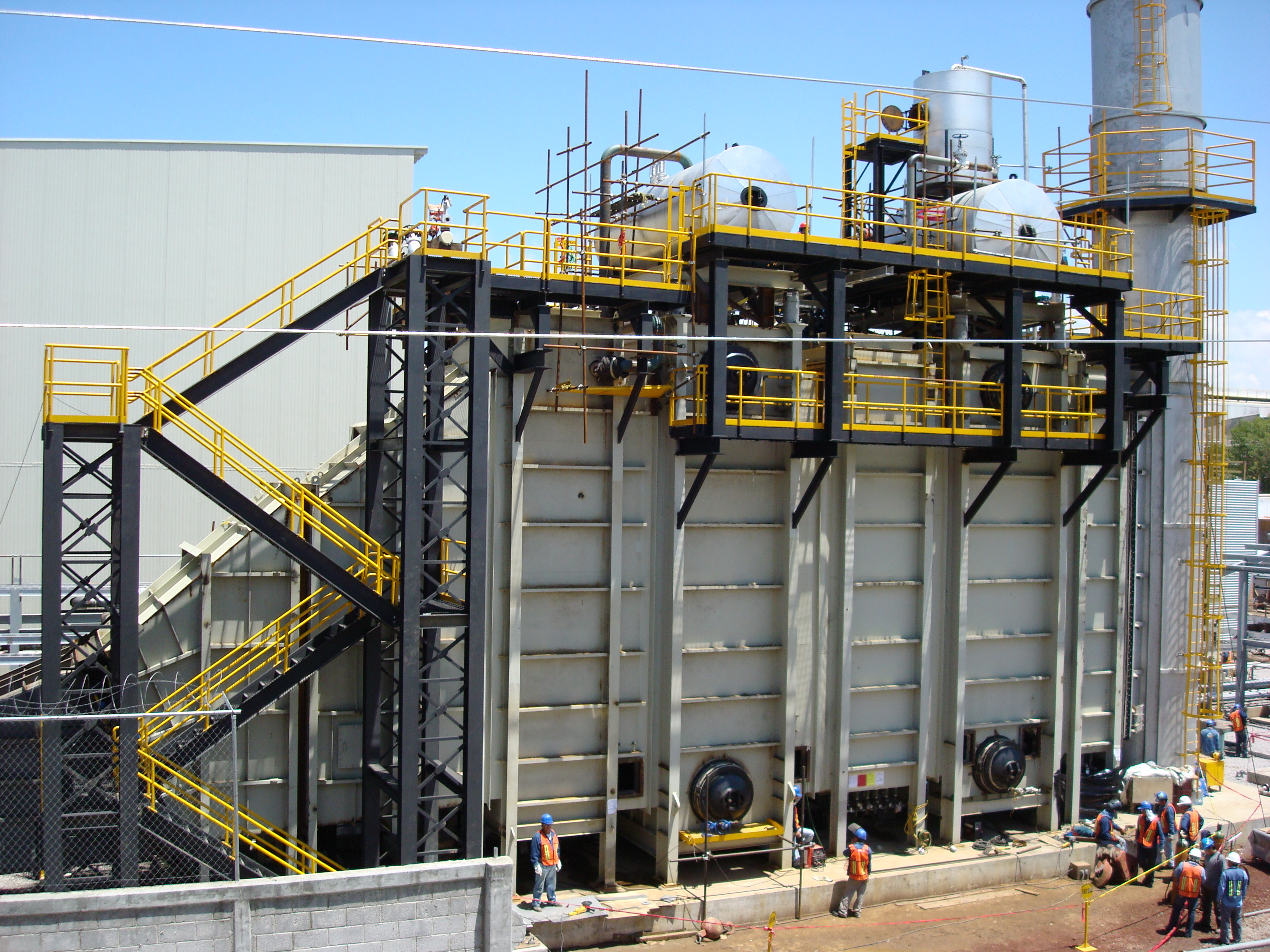

مولد بخار استرداد الحرارة أو غلاية استرداد الحرارة (بالإنجليزية: Heat Recovery Steam Generator)‏ مبادل حراري الغرض منه استخلاص الطاقة الحرارية من تيار غاز ساخن عادم للاستفادة من حرارته في توليد البخار لغرض إدارة عنفة بخارية أو استعماله في عملية صناعية أو غير ذلك.

## التطبيق
يشيع استخدام غلايات استرداد العادم في محطات القوى التي تعمل بالدورات المركبة، حيث يتم إمرار العوادم الخارجة من التوربين الغازي، والتي تصل حرارتها أحياناً إلى حوالي 600 درجة مئوية، خلال هذه الغلايات؛ لتوليد البخار الذي يستخدم في إدارة توربين بخاري، هذا النوع من الدورات المركبة يعطي كفاءة حرارية أعلى من أعلى كفاءة يمكننا أن نحصل عليها في حال استخدام توربين غازي أو توربين بخاري وحده، أيضاً غلايات استرداد العادم تستخدم في محطات الطاقة التي تعمل بالدورات المركبة التي توظف محرك الديزل كمصدر رئيسي للطاقة، حيث تمر العوادم الناتجة من محرك الديزل خلال الغلاية لتوليد البخار وإدارة التوربين البخاري، كما تعد غلايات استرداد العادم مكوناً أساسياً من مكونات محطات التوليد المشترك. عادة ما تكون الكفاءة الكلية لمحطات التوليد المشترك أعلى إذا ما قورنت بكفاءة محطات تعمل بالدورة المركبة، يرجع ذلك إلى الجزء من الطاقة الذي يفقد في التوربين البخاري في الدورات المركبة.